# Мирный (Горячий Ключ)
Мирный — посёлок в муниципальном образовании «город Горячий Ключ» Краснодарского края России. Административный центр Безымянного сельского округа.

## География
Посёлок расположен в горно-лесной зоне и примыкает к западной окраине станицы Пятигорская. По южной окраине проходит федеральная трасса М-4 Дон.

## История
Согласно Закону Краснодарского края от 10 марта 2004 года № 669-КЗ посёлок Мирный вошёл в состав образованного муниципального образования город Горячий Ключ.

## Население
| 2002 | 2010 |
| ---- | ---- |
| 760  | ↘735 |

## Инфраструктура
Развито сельское хозяйство.

## Транспорт
Выезд на федеральную автомагистраль М-4 Дон.
Из города Горячий ключ в посёлок ходит пригородный автобус № 118.